# Gostorg
Ein Gostorg (russ.: Gosudarstvennaja importno-éksportnaja torgovaja kontora) war ein staatliches Import- und Export-Handelskontor von der Art, wie sie durch Sowjetrussland von April 1922 an in allen Unionsrepubliken und größeren Wirtschaftszentren des Landes eingerichtet wurden.
Dem sowjetischen Außenhandelsmonopol dienend, sollten die Gostorgi als Organe des Volkskommissariats für Außenhandel (NKVT) entsprechend der Planung zum Export vorgesehene Waren bereitstellen und den Verkauf importierter Waren an staatliche und private Firmen durchführen, wobei überwiegend der Weg einer kommissionsweisen Übergabe gewählt wurde. Für den Haftungsausschluss des Staates sorgte, anders als bei den direkten Organen üblich, die Zuteilung der Rechte einer juristischen Person. Auf ausländischen Märkten durften die Gostorgi ausschließlich durch Vermittlung der Handelsvertretungen in Aktion treten, ein System, das dem NKVT die umfassende Kontrolle der Geschäftstätigkeit im Ausland ermöglichte. Sie beschäftigten im Jahr 1925 mehr als 3.000 Arbeiter und mussten sich aus den im Geschäftsjahr erwirtschafteten Gewinnen selbst finanzieren, was eine Arbeit nach kaufmännischen Grundsätzen voraussetzte. Zunehmend nahmen jedoch Unternehmen wie die speziellen Außenhandelsaktiengesellschaften die Stelle der Gostorgi ein, die nach der Neuordnung des sowjetischen Außenhandelsapparates 1930 bedeutungslos und 1931 abgewickelt wurden.
Die Verästelung des sowjetischen Staatshandels zur Zeit des Gostorgs wurde auch von Dsiga Wertows Film Ein Sechstel der Erde (1926) thematisiert.